# Yaakov Litzman
Yaakov Litzman (en hebreo: יַעֲקֹב לִיצְמָן) (Campo de desplazados, Alemania, 2 de septiembre de 1948) es un político y un ministro del gobierno israelí. Es seguidor de la dinastía jasídica Guer, dirige el partido político Agudat Israel, que forma parte de la coalición electoral Yahadut HaTorah, el judaísmo unido de la Torá en la Knéset, el parlamento israelí y durante años ha sido ministro de sanidad de Israel.

## Biografía
Litzman nació en 1948 y es hijo de unos supervivientes judíos polacos del Holocausto nacional-socialista, en un campo de personas desplazadas en Alemania. Cuando tenía dos años, su familia emigró al borough de Brooklyn, ubicado en la ciudad de Nueva York, y luego al barrio de Boro Park, también en Brooklyn, donde creció. En 1966, a los 17 años, emigró al Estado de Israel y continuó con sus estudios rabínicos de la Torá. Litzman está casado, tiene cinco hijos, y vive en la ciudad santa de Jerusalén.

## Carrera
Su primer trabajo fue como director de una escuela para niñas jasídicas Bais Yaakov en Jerusalén. Litzman decidió formar parte activa del mundo de la política bajo la dirección del entonces Rebe de la dinastía jasídica Guer, el Rabino Simcha Binem Alter. Con el tiempo fue conocido por ser la mano derecha del Rebe, un papel que continuó ejerciendo posteriormente con el siguiente Rebe de la dinastía Guer, el Rabino Yaakov Arye Alter. 
En 1999, el actual Rebe de Guer le pidió a Litzman que se uniera al partido Agudat Israel de la coalición electoral Judaísmo Unido de la Torá en las elecciones de la Knéset que se iban a celebrar ese año. Posteriormente Litzman fue elegido y se convirtió en el presidente del comité de finanzas. Litzman encabezó la lista del partido del judaísmo unido de la Torá, Yahadut HaTorah, en las elecciones de 2003 y fue reelegido, convirtiéndose nuevamente en el presidente del comité de finanzas.
Desde entonces se ha desempeñado como líder del partido Judaísmo Unido de la Torá y del partido Agudat Israel en la Knéset. Litzman consulta todas sus decisiones al Rebe de Guer a diario. Litzman fue reelegido nuevamente en 2006, conservando la presidencia del comité de finanzas, y por un cuarto período de tiempo en 2009, después de lo cual Yahadut HaTorah se unió al nuevo gobierno israelí, en el que Litzman fue nombrado viceministro y ministro de salud. Después de que Litzman fuera reelegido en 2013, el partido del judaísmo unido de la Torá fue excluido del gobierno de coalición. Sin embargo, después de las elecciones de 2015, Litzman fue reelegido como diputado y ministro de salud. Litzman fue nombrado el 27 de agosto de 2015, como ministro de salud después de una impugnación judicial presentada por el partido político Yesh Atid.
Litzman sirvió en el comité de asuntos internos de la Knesset entre los años 1999 hasta 2001, y como vicepresidente del comité de trabajo y bienestar de la Knesset. Como parte del acuerdo de coalición con el gobierno conservador de Ariel Sharón en 2001, Litzman fue nombrado presidente del comité de finanzas de la Knéset, un cargo que ocupó hasta 2003, y nuevamente desde 2005 hasta 2007. Litzman renunció formalmente como ministro de salud el 26 de noviembre. En noviembre de 2017, en protesta por un trabajo de reparación del ferrocarril ocurrido durante el Shabat, Litzman se convirtió en viceministro de salud, mientras que el Primer Ministro de Israel Benjamin Netanyahu ocupó el cargo nominalmente, con Litzman como ministro de facto.
Cuando Netanyahu se vio obligado a renunciar a su cargo en el ministerio nacional de salud, debido a un juicio pendiente por tres casos penales en su contra; el 29 de diciembre de 2019, a pesar de la recomendación de la Policía de Israel de enjuiciar penalmente a Litzman en dos casos separados, nuevamente este fue nombrado como ministro de salud.

## Controversia
Ha habido mucha controversia por sus declaraciones sobre los derechos de las personas pertenecientes al colectivo LGBTI. Durante una discusión mantenida en febrero de 2016 en la Knéset, sobre la postura que debían mantener las autoridades del ministerio de salud israelí hacia las personas pertenecientes al colectivo LGBTI, Litzman comparó a la comunidad LGBTI del estado de Israel actual, con los pecadores israelitas que bailaron alrededor del Becerro de oro.